# André Mériel-Bussy
Pour les articles homonymes, voir Mériel (homonymie).
André Mériel-Bussy, né le 11 janvier 1902 à Fougères (Ille-et-Vilaine) et mort le 29 octobre 1984 à Ploudalmézeau (Finistère), est un peintre et graveur français.

## Biographie
Fils d'Henri-Adolphe Mériel-Bussy et de Nanine Félicie Reine Marie Le Marc’Hadour, André Mériel-Bussy est le cousin germain du chanteur lyrique breton Yvon Le Marc’ Hadour et de l'aquarelliste et graveur à l’eau-forte Henri-Jules Barjou.
En 1919, André Mériel-Bussy devient élève de l’École régionale des beaux-arts de Rennes puis  s'inscrit à l'École nationale supérieure des beaux-arts de Paris à partir de 1924. Il y intègre l'atelier du peintre Lucien Simon. Il reçoit le prix Chenavard en 1926 et la médaille d'or de la Société des artistes français décernée lors du Salon de 1939,.
Il se marie avec une Brestoise originaire de Ploudalmézeau, région dans laquelle le couple viendra s'établir. 
Exposant fréquemment à Brest, une rétrospective lui a été consacrée à l'école des beaux-art de Brest, ainsi qu’à la galerie Raub à Brest. En 1981, tenir un pinceau lui devient douloureux et, en 1983, fatigué, il se contente de retoucher des œuvres inachevées[réf. nécessaire].
Une rue porte son nom à Ploudalmézeau.

## Œuvres

### Peintures murales
Dans sa période de maturité, André Mériel-Bussy a réalisé toute une série de peintures murales, inscrivant son œuvre dans le renouveau de l'art sacré au XXe siècle. 
Il est notamment l'auteur des peintures murales : 
- à Notre-Dame-en-Saint-Melaine à Rennes, croisillon nord du transept.  Classé MH (1960)[5] ;
- de La Nativité et L’Annonciation, ainsi que le chemin de croix de l'église Sainte-Marthe des Quatre-Chemins à Pantin ;
- grand cintre résultant de la surélévation et de l’agrandissement de la nef de la chapelle Notre-Dame-de-la-Médaille-miraculeuse, rue du Bac à Paris ;
- à Ploudalmézeau, Miracle de Saint Mélaine, 1942, représentant des scènes de la vie de Paul Aurélien, son arrivée en Bretagne Armorique et sa rencontre avec le dragon[6],[7] ;
- dans le Nord-Finistère et Rennes[réf. nécessaire] ;
- à l'église Saint-Mélaine à Ouessant[Information douteuse][réf. nécessaire] ;
- du chemin de croix qu'il a peint en 1949 pour l'église Notre-Dame du Bouguen à Brest, dans un style post-cubiste[réf. nécessaire] ;
- du hall d’Air France[Où ?][réf. nécessaire] ;
- à Port-Louis, Thehillac, Pleugriffet et Arradon[réf. nécessaire].

### Verrières
- Vannes, église Saint-Pie X : les verrières et le vitrail du portail sud, en dalles de verre éclaté, ont été dessinés par André Mériel Bussy et réalisés par François Lorin, maître verrier à Chartres en 1956-1959[8].

### Portraits et scènes intimistes
Portraitiste, Mériel-Bussy fait poser sa famille et ses proches[réf. nécessaire].

### Gouaches régionalistes
Durant les années 1960 à 1970, dans une dépendance de sa maison de Ploudalmézeau aménagée en galerie qui jouxte son atelier, il vend de nombreuses gouaches sur papier collées sur isorel, signées du pseudonyme « Marc'Hadour », nom de jeune fille de sa grand-mère. Ces gouaches représentent souvent des jeunes filles en costume breton ou des saintes et saints bretons. Ce pseudonyme évite une décote de ses œuvres[pas clair], qu'il vend au sein de la même galerie[réf. nécessaire].

### Gravure sur bois
Durant une brève période, entre 1923 et 1924, André Mériel-Bussy s'adonne à la xylographie sous l'influence de Jeanne Malivel et produit une centaine de bois gravés. Le vieux Rennes est le sujet d'une dizaine de ces gravures. Il représente également les paysages de la côte nord du Finistère, les travaux des champs et la récolte du goémon. 
Les gravures sont préparées par un croquis au crayon, repris à la gouache blanche sur papier noir. Cette composition préparatoire est calquée sur le bloc de bois de fil, ensuite gravé à la gouge et au canif. 

## Œuvres dans les collections publiques
- Quimper, musée départemental breton : fonds de gravures sur bois[9].
- Rennes, musée des Beaux-Arts : L’Enterrement d'un enfant à Séné.
- Saint-Brieuc, musée d'Art et d'Histoire : Chemin dans les dunes (Ploudalmezeau), huile sur toile.
- Vannes, musée de la Cohue : gravures[10]

## Expositions
- Salon des artistes français :
  - 1925 : Enterrement d'enfant à Séné, huile sur toile[11]. Médaille ;
  - 1939 : Le Nid. Médaille.
- Exposition universelle de 1937 à Paris.
- 2009 : musée Yan' Dargent, Saint-Servais.